# Котловцев, Николай Никифорович
Николай Никифорович Котловцев (5 сентября 1926, Троицк, Челябинская область — 12 октября 2017, Москва) — советский военный деятель, генерал-полковник (1982), последний Председатель ЦК ДОСААФ СССР (1988—1991).

## Биография
Родился 5 сентября 1926 года в Троицке Челябинской области.
В 1941 году поступил в Троицке на эвакуированный из Москвы военный завод № 34 наркомата авиационной промышленности СССР учеником слесаря-инструментальщика. В сентябре 1944 направлен на учёбу в Омское речное училище. В ноябре 1944 добровольцем вступил в ряды РККА. Зачислен пулемётчиком в запасной стрелковый полк Сибирского военного округа. В декабре 1944 — сентябре 1947 учился во 2-м Омском, Барнаульском и Новосибирском военно-пехотных училищах.
Служил командиром взвода, командиром роты и помощником начальника штаба полка.
В 1958 г. поступил в Военную академию имени М.В. Фрунзе. В 1961 г. назначен на должность начальника штаба ракетного полка в Ишиме Тюменской области. В 1966 г. назначен командиром ракетной бригады. В 1968 г. назначен на должность командира ракетной дивизии. В 1973 г. 1-й заместитель командующего 33-й гвардейской ракетной армией, в 1974 г. командующий 53-й ракетной армией. В 1981 г. командующий 50-й ракетной армией. Избирался членом Смоленского обкома КПСС. С 1985 по 1988 годы — начальник Военной академии имени Ф.Э. Дзержинского.
С 18 ноября 1988 года по 25 сентября 1991 года — председатель ЦК ДОСААФ СССР.
С 1989 года по 1991 год был народным депутатом Верховного Совета СССР от ДОСААФ.
Избирался делегатом XXV, XXVI, XXVII съездов КПСС, XIX Всесоюзной партийной конференции, депутатом Верховного Совета БССР.
С сентября 2017 года — советник Председателя ДОСААФ России и передавал свой богатый опыт нынешнему поколению досаафовцев.
Скончался 12 октября 2017 года на 92-м году жизни в «Центральном военном клиническом госпитале имени П.В. Мандрыка». Похоронен на Троекуровском кладбище (участок 6а).
Сын — Котловцев Александр Николаевич.

## Награды
РФ
- Орден Почёта (2006)

СССР
- Орден Октябрьской Революции (1984);
- Орден Красного Знамени (1968);
- Орден Отечественной войны II степени (1985);
- Орден «За службу Родине в Вооружённых Силах СССР» II степени (1990);
- Орден «За службу Родине в Вооружённых Силах СССР» III степени (1976);
- Советские и иностранные медали;
- Почётная грамота бюро Смоленского обкома КПСС и облисполкома (20.11.1985).